# Georg Stolle

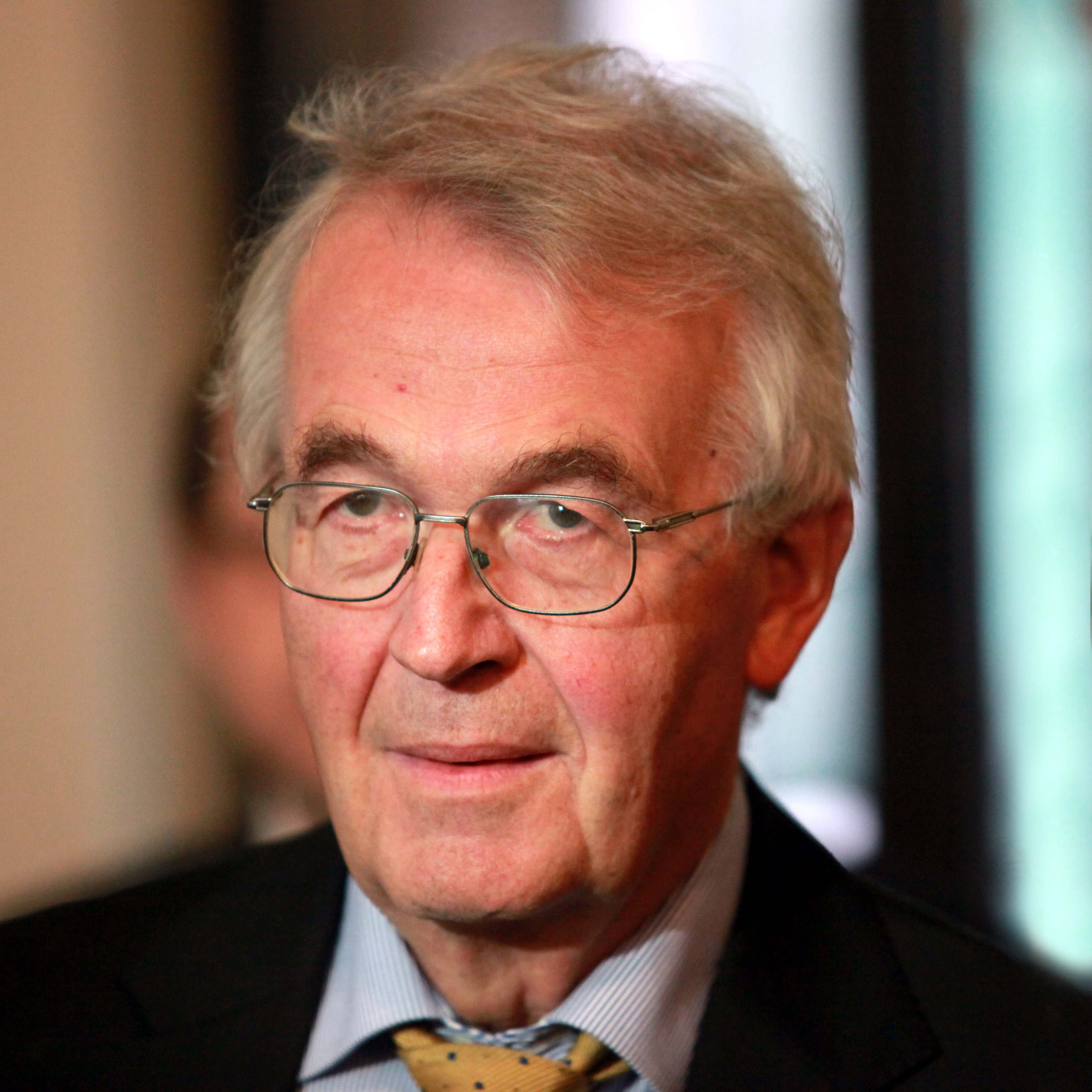
Georg Stolle am 12. Dezember 2009

Georg Stolle (* 5. August 1938 in Neustadt, Kreis Neustadt O.S., Provinz Schlesien; † 19. Januar 2020 in Bensheim) war ein deutscher Politiker (CDU). Er war von 1972 bis 2002 Bürgermeister der hessischen Stadt Bensheim an der Bergstraße.

## Leben
Nach der Vertreibung seiner Familie aus dem oberschlesischen Neustadt besuchte Stolle zunächst die Volksschule in Recklinghausen und kam mit seiner Mutter (sein Vater war 1945 ums Leben gekommen) und seinem Bruder als Elfjähriger nach Bensheim, wo er das Alte Kurfürstliche Gymnasium (AKG) in Bensheim besuchte. Er lebte über zehn Jahre im ehemaligen Bischöflichen Konvikt, einem Haus, in dem er später Rathauschef werden sollte.
Nach seinem Abitur am AKG studierte Stolle zunächst Eisenhüttenkunde an der Technischen Hochschule in Aachen. Von 1959 bis 1964 studierte er an der Johann-Wolfgang-Goethe-Universität in Frankfurt am Main Rechtswissenschaften. Das Referendariat bis zum 2. Staatsexamen endete Mitte 1968. Danach war er Referent beim Hessischen Städte- und Gemeindebund in Mühlheim am Main. Im Alter von 34 Jahren kam Stolle als Oberverwaltungsrat beim Städte- und Gemeindebund nach Bensheim. 
Bei seiner ersten Wahl zum Bürgermeister der Stadt Bensheim Anfang Dezember 1972 setzte er sich nur knapp gegen seinen Konkurrenten von der SPD, den späteren hessischen Staatsminister Karl Schneider, durch. Er wurde mit Amtsantritt am 15. Dezember 1972 Nachfolger von Wilhelm Kilian, der von 1954 bis zu seinem Tode 1971 Bürgermeister der Stadt war. Nach dem Tode Kilians war das Amt des Bensheimer Bürgermeisters zunächst über ein Jahr vakant, unter anderem deshalb, weil vor einer Neuwahl des Bürgermeisters zunächst die Kommunalwahl im Jahre 1972 nach der abgeschlossenen Gebietsreform abgewartet werden musste. 
Seit Inkrafttreten der neuen Gemeindeordnung des Großherzogtums Hessen war der Verwaltungsjurist Georg Stolle der 18. Bensheimer Bürgermeister und übte das Amt bis 2002 aus. 2002 ließ er sich aus Altersgründen nicht mehr zur Wiederwahl aufstellen. Sein Nachfolger wurde Thorsten Herrmann.
Stolle hatte maßgeblichen Erfolg an der erfolgreichen Entwicklung Bensheims. 
Neben seiner Funktion als Bürgermeister war Stolle außerdem Vorsitzender des Kreistags und von 1985 bis 1993 Präsident und Vizepräsident des Hessischen Städte- und Gemeindebundes. Überregionale Aufmerksamkeit erlangte Stolle im Bensheimer Bauamtsskandal 1992/93. Er war der Initiator der Städtepartnerschaft mit Riva del Garda und engagierte sich als Vorsitzender des Deutsch-Europäischen Bildungswerks Hessen für die europäische Völkerverständigung. Im Bund der Vertriebenen übernahm er 2012 bis 2018 den stellvertretenden Landesvorsitz. Als gebürtiger Oberschlesier stellte er sich auch seit 2012 bis zu seinem Tode in den Dienst der Landesgruppe Hessen der Landsmannschaft Schlesien - Nieder- und Oberschlesien -. Dort trug er als stellvertretender Landesvorsitzender entscheidend zum Erfolg der jährlichen „Schlesischen Landeskulturtage Hessen“ bei.
Georg Stolle war verheiratet mit Waltraud Stolle. Er verstarb am 19. Januar 2020 in Bensheim an der Bergstraße.

## Ehrungen und Auszeichnungen
- Ehrenbrief des Landes Hessen (1990)
- Ehrenbürgermeister der Stadt Bensheim (2002)
- Freiherr-vom-Stein-Plakette (2002)
- Ehrenmitglied des deutsch-ungarischen Freundeskreis Bensheim–Mohács (2018)
- Ehrenbürgerwürden (2019) 
  - Riva del Garda in Italien
  - Amersham in England
  - Mohács in Ungarn
  - Kłodzko in Polen
  - Hostinné in Tschechien
- Goldene Ehrennadel des Kreises Bergstraße (2013)
- Bundesverdienstkreuz am Bande des Verdienstordens der Bundesrepublik Deutschland (2016)